# بخش مرکز (شهرستان کلمبیانا، اوهایو)
بخش مرکز (به انگلیسی: Center Township) یک منطقهٔ مسکونی در ایالات متحده آمریکا است که در شهرستان کلمبیانا، اوهایو واقع شده‌است.
 بخش مرکز ۹۲٫۰ کیلومتر مربع مساحت و ۶٬۳۱۳ نفر جمعیت دارد و ۳۳۱ متر بالاتر از سطح دریا واقع شده‌است.